# 拉斯穆斯·霍伊倫
拉斯穆斯·温特·霍伊伦（丹麥語：Rasmus Winther Højlund，發音：[ˈʁɑsmus ˈhʌjˌlɔnˀ]；2003年2月4日—）是一位丹麦足球运动员，司職前鋒。現效力于英超球隊曼聯，丹麥國家足球隊成員。曾代表丹麦各級青年足球代表隊出賽。

## 球會生涯

### 哥本哈根
賀龍於2020年由丹麥足球超級聯賽球隊哥本哈根青少年升上一隊，並在同年10月17日上演地標戰，當時年僅17歲。

### 格拉茲
2022年1月，賀龍加盟奧地利足球超級聯賽球隊格拉茲。

### 阿特蘭大
2022年8月，在加盟格拉茲半個球季後，意大利甲組聯賽球隊阿特蘭大宣佈賀龍加盟球會，據報轉會費為1700萬歐元。在阿特蘭大的上半季，賀龍大多數時間擔任後備，直至下半季才成為球隊常規球員。

### 曼聯
2023年7月29日，英超球隊曼聯與阿特蘭大達成收購賀龍的協議，據報轉會費為7500萬歐元。
2023年9月3日，在英超联赛对阵阿森纳的比赛中，霍伊伦在第67分钟替補上场，首次為曼聯出場。

## 国际生涯
2022年9月，霍伊伦在丹麦国家足球队对阵克罗地亚国家足球队和法国国家足球队的2022–23年欧洲国家联赛A组比赛中首次为丹麦队出战， 并于9月1日对阵克罗地亚队的比赛中完成了首秀。 2023年3月23日，他在对阵芬兰国家足球队的2024年欧洲杯预选赛中首次首发，并以一场3-1的胜利上演帽子戏法，打入他为国家队的首个进球。 他在预选赛阶段结束时以7个进球成为丹麦队的最佳射手。霍伊伦入选了丹麦队的2024年欧洲杯阵容，并在对阵斯洛文尼亚的揭幕战中首次亮相。

## 个人生活
他的弟弟是双胞胎兄弟埃米尔·霍伊伦和奧斯卡·霍伊倫，他们也是足球运动员，前者目前效力于德乙俱乐部沙尔克04，后者则效力于德甲劲旅法兰克福。

## 國際賽入球
最後更新：更新於2023年3月26日
| # | 日期           | 場地                              | 代表次數 | 對手       | 入球 | 賽果 | 賽事性質                    | Ref.   |
| - | -------------- | --------------------------------- | -------- | ---------- | ---- | ---- | --------------------------- | ------ |
| 1 | 2023年3月23日  | 丹麦哥本哈根帕肯球場              | 3        | 芬兰       | 1–0  | 3–1  | 2024年歐洲國家盃外圍賽      | [ 16 ] |
| 2 | 2023年3月23日  | 丹麦哥本哈根帕肯球場              | 3        | 芬兰       | 2–1  | 3–1  | 2024年歐洲國家盃外圍賽      | [ 16 ] |
| 3 | 2023年3月23日  | 丹麦哥本哈根帕肯球場              | 3        | 芬兰       | 3–1  | 3–1  | 2024年歐洲國家盃外圍賽      | [ 16 ] |
| 4 | 2023年3月26日  | 阿斯塔納阿斯塔納競技場            | 4        |            | 1–0  | 2–3  | 2024年歐洲國家盃外圍賽      | [ 17 ] |
| 5 | 2023年3月26日  | 阿斯塔納阿斯塔納競技場            | 4        | 2–0        |      | 2–3  | 2024年歐洲國家盃外圍賽      | [ 17 ] |
| 6 | 2023年6月19日  | 斯洛維尼亞盧布爾雅那Stožice體育場 | 6        | 斯洛維尼亞 | 1–1  | 1–1  | 2024年歐洲國家盃外圍賽      | [ 18 ] |
| 7 | 2023年10月17日 | 圣马力诺聖馬力諾體育場            | 10       | 圣马力诺   | 1–0  | 2–1  | 2024年歐洲國家盃外圍賽      |        |
| 8 | 2025年3月20日  | 丹麦哥本哈根帕肯球場              | 23       | 葡萄牙     | 1–0  | 1–0  | 2024年至2025年歐洲國家聯賽A |        |

## 榮譽
哥本哈根
- 丹麥足球超級聯賽冠軍 : 2021–22[19]

格拉茲
- 奧地利盃冠軍 : 2022–23

曼聯
- 英格蘭足總盃冠軍 : 2023–24[20]

## 外部連結
- Soccerway資料庫：拉斯穆斯·霍伊倫
- Profile （页面存档备份，存于） at the Atalanta B.C. website
- Rasmus Højlund （页面存档备份，存于） at DBU